# Radicals for Capitalism
Radicals for Capitalism: A Freewheeling History of the Modern American Libertarian Movement (Radicales por el capitalismo: Una historia libre del movimiento libertario americano moderno) es un libro de Brian Doherty sobre la 
historia del libertarismo en el siglo XX.
Traza la evolución del movimiento, incluyendo las historias de vida de Ayn Rand, Milton Friedman, Ludwig von Mises, Friedrich Hayek, Murray Rothbard, entre otros, y detalles de cómo se relacionan entre ellos. El libro no procede estrictamente en orden cronológico, prefiriendo en su lugar exponer historias cortas en torno a temas centrales. Doherty afirma que se inspiró para escribir el libro porque "las ideas libertarias y las personas que las han defendido en el siglo XX merecen la atención y el crédito." Ha sido reseñado en The New York Times, el City Journal, The San Diego Union-Tribune y The Washington Times. The Guardian proclamó que el libro será "la historia estándar del movimiento libertarios para los años venideros".